# 安德鲁·梅纳德
安德鲁·莱斯特·梅纳德（英語：Andrew Lester Maynard，1964年4月8日—），美国男子拳击运动员。他曾代表美国参加1988年夏季奥林匹克运动会拳击比赛，获得男子81公斤级金牌。